# Ваджа (язык)
Ваджа (также ньян вийяу, вийяа, вуйя, вагга; англ. waja, nyan wiyau, wiyaa, wuya, wagga; самоназвание: nyan wịyáù) — адамава-убангийский язык, распространённый в восточных районах Нигерии, язык народа ваджа. Входит в состав ветви ваджа-джен подсемьи адамава.
Численность говорящих — около 60 000 человек (1989). Письменность основана на латинском алфавите.

## О названии
Самоназвание языка ваджа — nyan wịyáù, это самоназвание иногда используют в литературе как один из вариантов наименования ваджа — ньян вийяу (nyan wiyau), самоназвание этнической общности ваджа — wịyáà. Известны также такие варианты произношения названия языка ваджа как вагга (wagga), вийяа (wiyaa) и вуйя (wuya). В издании An Atlas of Nigerian Languages Р. Бленч называет вийяа основным наименованием языка, а ваджа (waja) — одним из локальных.

## Классификация
По классификации, представленной в справочнике языков мира Ethnologue, язык ваджа вместе с языками бангвинджи и тула входит в состав подгруппы тула группы ваджа ветви ваджа-джен подсемьи адамава адамава-убангийской семьи.
В классификации Р. Бленча язык ваджа вместе с языками тула, авак, камо, дадийя и бангвинджи образует подгруппу вийяа, которая включена в группу ваджа подсемьи адамава адамава-убангийской семьи.
В классификации У. Кляйневиллингхёфера, опубликованной в базе данных по языкам мира Glottolog, ветвь языков ваджа-джен (с языком ваджа в её составе) отнесена к семье гур. В рамках этой семьи язык ваджа представляет отдельную подгруппу в составе группы тула-ваджа, которая в свою очередь последовательно включается в следующие языковые объединения: языки ваджа-джен, языки центральные гур и языки гур. Последние вместе с адамава-убангийскими языками и языками гбайя-манза-нгбака образуют объединение северных вольта-конголезских языков.
По общепринятой ранее классификации Дж. Гринберга, язык ваджа вместе с языками чам, мона, тула, дадийя, каму и авак образуют одну из 14 групп адамава-убангийской семьи.

## Лингвогеография

### Ареал и численность
Область распространения языка ваджа размещена в восточной Нигерии на части территорий четырёх штатов: в штате Гомбе (районы Баланга, Акко и Ямалту Деба), в штате Адамава (район Мичика), в штате Борно (район Гвоза) и в штате Тараба (район Бали.
Ареал языка ваджа с северо-запада граничит с ареалом центральночадского языка джара, с северо-востока — с ареалом западночадского языка дера. С запада, юга и востока к области распространения ваджа примыкают ареалы близкородственных адамава-убангийских языков: с запада — ареал языка тула, с юга — ареал языка дикака, с востока — ареал языка лонгуда.
По данным 1952 года численность носителей языка ваджа составляла 19 700 человек, по данным 1992 года — около 50 000 человек. Согласно сведениям, представленным в справочнике Ethnologue, численность говорящих на языке ваджа в 1989 году оценивалась в 60 000 человек. По современным оценкам сайта Joshua Project численность носителей этого языка составляет 131 000 человек (2017).

### Социолингвистические сведения
Согласно данным сайта Ethnologue, по степени сохранности язык ваджа относится к так называемым устойчивым языкам, не имеющим стандартной формы, но активно используемым в устном общении. На этом языке говорят все поколения представителей этнической общности ваджа, включая детей. Многие носители ваджа также говорят на диалекте нигерийский фульфульде языка фульбе. Как второй язык ваджа распространён среди носителей языков дадийя и лонгуда. В основном представители этнической общности ваджа придерживаются традиционных верований (67,5 %), часть представителей ваджа — мусульмане (20 %), часть — христиане (12,5 %).

### Диалекты
В области распространения языка ваджа выделяют два диалекта, которые характеризуются незначительными различиями: деруво (ваджан дутсе) и собственно ваджа (ваджан каса).

## Письменность
Письменность основана на латинском алфавите. С 1926 года на язык ваджа были сделаны несколько переводов фрагментов Библии, последний — в 2012 году. Издана грамматика. Опубликованы Reading and Writing Book (2006), Counting & Numbering (2006) и другие книги.